# Pampigny
Pampigny es una comuna suiza del cantón de Vaud, situada en el distrito de Morges. Limita al norte con las comunas de Mauraz, L'Isle y Chavannes-le-Veyron, al este con Grancy, Cottens y Sévery, al sur con Apples, al suroeste con Mollens, y al oeste con Montricher.
Hasta el 31 de diciembre de 2007 la comuna formó parte del distrito de Cossonay, círculo de L'Isle.

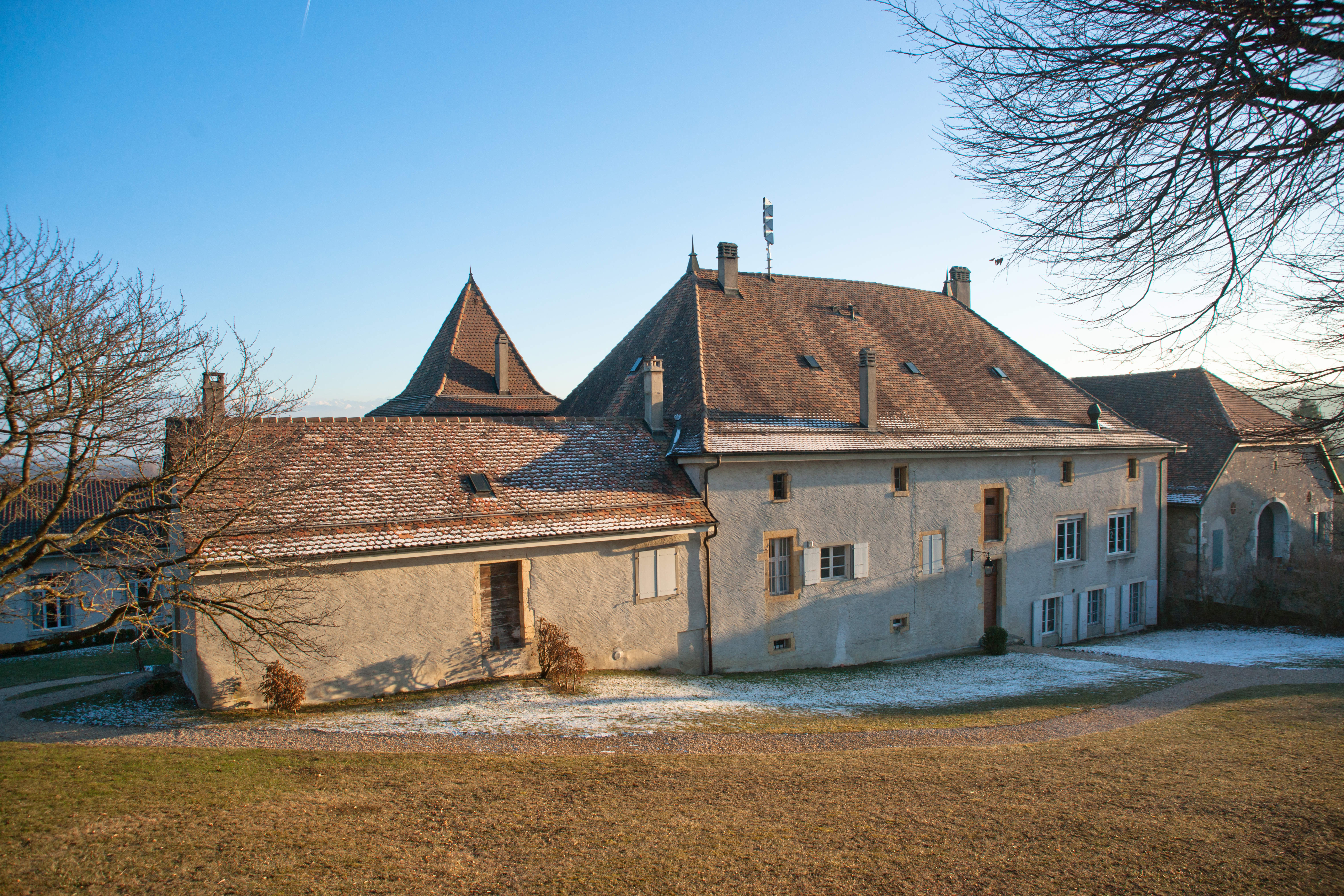
Castillo de Pampigny.